# Wieserius fimbriatoides
Wieserius fimbriatoides är en rundmaskart som först beskrevs av Benjamin G. Chitwood och Murphy 1964.  Wieserius fimbriatoides ingår i släktet Wieserius och familjen Monhysteridae. Inga underarter finns listade i Catalogue of Life.